# Acanthothorax longicornis
Acanthothorax longicornis là một loài bọ cánh cứng thuộc chi Acanthothorax trong họ Anthribidae. Loài này được M.Gaede mô tả lần đầu năm 1832.